# フラボノイド-3'-モノオキシゲナーゼ
フラボノイド-3'-モノオキシゲナーゼ（flavonoid 3'-monooxygenase）は、フラボノイド生合成酵素の一つで、次の化学反応を触媒する酸化還元酵素である
フラボノイド + NADPH + H+ + O2 {\displaystyle \rightleftharpoons } 3'-ヒドロキシフラボノイド + NADP+ + H2O
この酵素の基質はフラボノイド、NADPH、H+とO2で、生成物は3'-ヒドロキシフラボノイド、NADP+とH2Oである。
組織名はflavonoid,NADPH:oxygen oxidoreductase (3'-hydroxylating)で、別名にflavonoid 3'-hydroxylase、flavonoid 3-hydroxylase (erroneous)、NADPH:flavonoid-3'-hydroxylase、flavonoid 3-monooxygenase (erroneous)がある。